# エメラルド (Coccoのアルバム)
『エメラルド』は、2010年8月11日に発売されたCoccoの7枚目のアルバムである。

## 解説
- 前作『きらきら』より3年ぶりにリリースされた。
- 自身初となるセルフプロデュースアルバムである。
- アルバムの帯に書かれているキャッチコピーは「爆発的破壊力」。
- 初回限定版には、「ニライカナイ」、「絹ずれ」、「ジュゴンの見える丘」のビデオクリップが収録されているDVDが封入されている。

## 収録曲

### CD
（全作詞・作曲：Cocco）
1. 三村エレジー
  - 編曲：Curly Giraffe、Cocco
2. ニライカナイ
  - 編曲：根岸孝旨、Cocco
3. 蝶の舞う
  - 編曲：teamきらきら
4. Spring around
  - 編曲：RYUKYUDISKO、Cocco
5. 玻璃の花
  - 編曲：Cocco
6. 4×4
  - 編曲：Curly Giraffe、Cocco
7. のばら
  - 編曲：RYUKYUDISKO、Cocco
8. 十三夜
  - 編曲：Mine-Chang、Cocco
  - OCS「沖縄への感謝 海・珊瑚篇」CMソング
9. Light up
  - 編曲：根岸孝旨、Cocco
10. クロッカス
  - 編曲：Curly Giraffe、Cocco
11. Stardust
  - 編曲：根岸孝旨、Cocco
12. あたらしいうた
  - 編曲：Cocco
13. カラハーイ
  - 編曲：根岸孝旨、Cocco／弦編曲：弦一徹
14. 絹ずれ〜島言葉〜
  - 編曲：堀江博久、Cocco／方言指導：真喜志勉

### DVD
1. ニライカナイ
2. 絹ずれ
3. ジュゴンの見える丘

## 演奏
- Cocco
  - Vocal
  - Cymbal (#5)
  - Acoustic Guitar (#6.7.10)
  - Bell (#7)
  - Sound Effect (#9)
  - Glockenspiel, Shaker (#10)
  - Electric Guitar (#11)
- 高桑圭／Curly Giraffe
  - Programming (#1.6.10)
  - Vocal (#2)
  - Bass (#3.8.14)
  - Electric Guitar (#12)
  - Chorus (#1.12.13)
- 長田進
  - Original Arrangement (#1.3)
  - Acoustic Guitar, Chorus (#1)
- 根岸孝旨
  - Bass (#2.9.11.13)
  - Maracas (#2)
  - Electric Guitar (#11.13)
  - Chorus (#1)
- 植村尚太：Chorus (#1)
- 椎野恭一
  - Drums (#2.3.8.9.11.14)
  - 太鼓, Cymbal (#10)
  - Chorus (#13)
- 西川進
  - Electric Guitar (#2.9.11)
  - Acoustic Guitar (#11)
- 木本靖夫：Programming (#2.9.11.13)
- 木戸基天、鈴木亮 (琉球國祭り太鼓)
  - 太鼓 (#2)
  - Chorus (#13)
- 大村達身 (くるり)
  - Electric Guitar (#3.8.14)
  - Bass (#12)
  - Acoustic Guitar (#14)
  - Chorus (#12.13)
- 堀江博久
  - Piano (#3.5.9.10.11.14)
  - Acoustic Guitar (#5)
  - Keyboards (#5.14)
  - Organ (#9.11)
  - Accordion (#10)
  - Chorus (#13)
- 廣山陽介 (RYUKYUDISKO)
  - Programming (#4.7)
  - Chorus (#7)
- コジロウ
  - Electric Guitar (#4)
  - Acoustic Guitar, Chorus (#7)
- 佐藤研二：Cello (#5)
- Mine-Chang：Programming (#5.8)
- 廣山哲史 (RYUKYUDISKO)：Chorus (#7)
- 山本拓夫：Flute, Contrabass, Sarrusphone (#9)
- 恒岡章 (Hi-STANDARD)：Drums, Chorus (#12)
- KOTO：Chorus (#12)
- 弦一徹ストリングス：Strings (#13)
- 木戸優子、照屋みやこ：Chorus (#13)
- 名越由貴夫：Electric Guitar (#14)